# Kriegerdenkmal (Paisley)

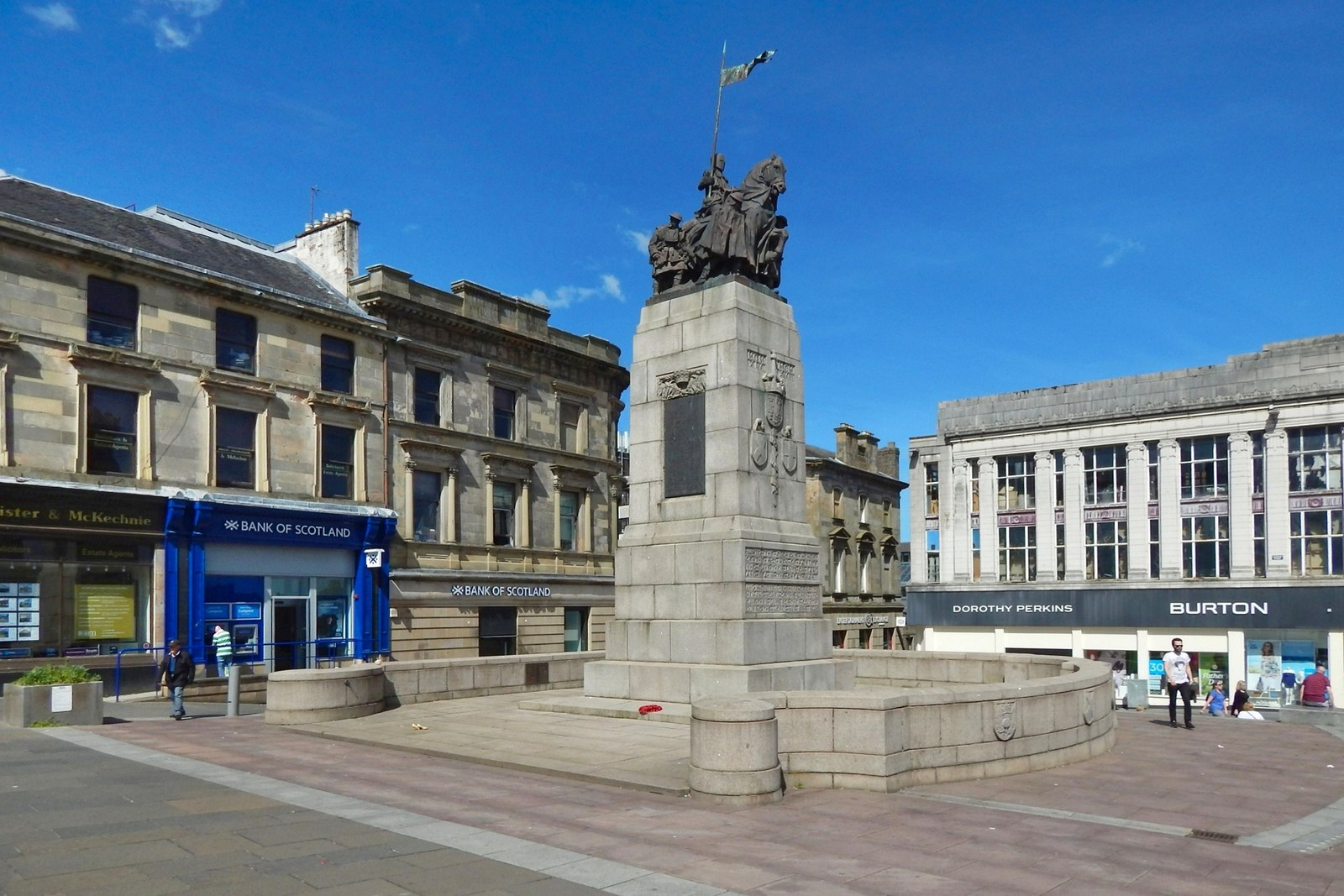
Kriegerdenkmal von Paisley

Das Kriegerdenkmal von Paisley ist ein Kriegerdenkmal in der schottischen Stadt Paisley in der Council Area Renfrewshire. 1980 wurde das Bauwerk in die schottischen Denkmallisten zunächst in der Kategorie B aufgenommen. Die Hochstufung in die höchste Kategorie A erfolgte 1997.

## Beschreibung
Das Denkmal befindet sich im Zentrum von Paisley auf einer Freifläche zwischen High Street, Gilmour Street und Moss Street. Es besteht aus einer Bronzeskulptur, die auf einem hohen steinernen Fundament ruht. Als Architekt zeichnet Robert Lorimer für die Gestaltung des Fundaments verantwortlich. Die Skulptur zeigt ein Reitermotiv und wurde von A. Meredith Williams entworfen.